# Mohamed Ghannouchi
Mohamed Ghannouchi (àrab: محمد الغنوشي, Muḥammad al-Ḡannūxī) (Sussa, 18 d'agost de 1941) és un polític tunisià, considerat un tecnòcrata, que fou ministre amb el president Ben Ali durant tota una dècada, i primer ministre del 1999 al 2011. Després de la Revolució de Tunísia del 2011, que va posar fi al mandat de Ben Ali, Ghannouchi encara va romandre en el seu càrrec durant sis setmanes abans de ser destituït.

## Biografia
Va assumir la presidència de la república de manera temporal després de l'abandonament de l'anterior mandatari, Zine El Abidine Ben Ali, el 14 de gener de 2011, en el context de les revoltes populars esdevingudes al país des de desembre de 2010. És membre del parlament tunisià per part de l'Agrupació Constitucional Democràtica. Va ser succeït per Fouad Mebazaa un dia després de la seva assumpció.
Entre 1992 i 1999 va ocupar el càrrec de ministre d'Exteriors i Cooperació Internacional, i entre 1999 i 2011 va arribar al lloc de Primer Ministre de Tunísia fins a la caiguda de Zine El Abidine Ben Ali el 14 de gener. En aquesta data va assumir la primera magistratura de la nació durant unes hores.
Posteriorment reassumí el càrrec de Primer Ministre i va formar un govern d'unitat nacional que incloïa membres de partits de l'oposició, representants de la societat civil i fins a un blocaire, Slim Amamou.
El 18 de gener Mebazaa i el primer ministre Ghannouchi van renunciar a la seva militància en el partit de l'Agrupació Constitucional Democràtica, per calmar les crítiques de l'oposició a l'antic règim i tractar de salvar el recentment format govern d'unitat nacional que es desintegrà davant les renúncies dels ministres opositors que rebutgaven la presència al govern de col·laboradors de l'enderrocat Ben Ali i la permanència de l'antic partit únic al poder.